# 최명도
최명도(1972년 12월 25일 ~ )는 대한민국의 전 농구선수이다.

## 생애

### 선수 시절
삼일중학교, 삼일상업고등학교, 경희대학교에서 농구 선수로 뛰었고, 프로 출범 전 기업은행에 지명되었다. 경희대학교 재학 시절 장창곤과 함께 대학농구의 강호로 이끌었던 다크호스로 평가받던 선수다. 기업은행에서도 전년도 준우승 팀이었던 삼성전자를 비롯하여 SBS, 산업은행 등을 연파하는 데에 일등 공신으로 활약을 했다. 실업 새내기 시절에도 이미 주전으로써 자리를 굳히며 팀을 이끌어 나갔다. 상무 제대 후 프로화 출범에 맞추어 골드뱅크로 자리잡은 구단에서 주전 가드로써 활약을 하다가 당시 대전 현대 다이냇의 정진영, 박재현과 KBL 2:1 트레이드의 최초 주인공이 되기도 한다. 대전 현대 다이냇에서는 이상민과 조성원의 가교 역할을 했다. 때로는 1번으로 때로는 2번으로 활약을 하며 주전과 식스맨을 오갔다. 강력한 외곽슛과 빠른 스피드를 앞세운 파워 드라이빙으로 현대의 우승과 준우승에 혁력한 공을 세웠다. 2001년 당시 유재학 감독이 이끄는 인천 SK 빅스에 트레이드되면서 당시 홍사붕 선수를 능가하는 리딩으로 주전 자리를 잡았다. 팀을 4강으로 이끄는 활약 등을 펼치며 인상적인 활약을 하지만 조니 맥도웰, 문경은 등으로 인하여 스포트라이트는 상대적으로 덜 받은 선수이기도 했다. 항상 묵묵하게 자신의 자리에서 최선을 다한 선수였으며 KBL 최초의 듀얼 가드형의 성공사로 남는다. 당시의 심각한 발목 부상의 후유증으로 조금씩 하향세에 접어들며 기량이 쇠퇴하기에 이르렀고 이후 SK 빅스를 인수한 전자랜드에서 2006년에 선수 생활을 은퇴했다.
- 1998년 ~ 1999년 광주 나산 플라망스
- 1999년 ~ 2001년 대전 현대 걸리버스
- 2001년 ~ 2006년 인천 전자랜드 블랙슬래머

### 은퇴 후
단대부고 코치로 재직을 하며 초보 지도자의 길에서 비교적 좋은 성적을 올렸으나 학교 측의 농구부 운영 중단으로 모교인 삼일중학교로 옮겨 농구의 꿈나무를 길러내고 있다.
2013년 구리 KDB생명 위너스의 코치로 선임되었다.
그리 긴 시간은 아니었지만 여자농구에서 코치로써 현장 경험을 또 쌓으면서....
2014년 3월 경희대학교 코치로 이적하여 선수들을 지도하면서 유망주들을 발굴해내고 선수들의 기량과 잠재력을 끌어올리는데에 주력하였다.
그러던 중 2015년 5월에 드디어 KBL에 돌아오게 되었는데... SK BIGS 시절부터 사제지간으로 동거동락했던 유재학 감독 및 김재훈 코치의 요청으로 울산 모비스 피버스 코치로 선임되었다.
신체는 178의 작은 키이며 체중은 82kg.